# 吉田秀彦
吉田秀彦（1969年9月3日—）是一名日本男子柔道运动员。他在1992年巴塞罗那夏季奥林匹克运动会中，参加了男子柔道比赛并获得78公斤级金牌。